# Clymene laeviceps
Clymene laeviceps är en ringmaskart som beskrevs av Sars 1867. Clymene laeviceps ingår i släktet Clymene och familjen Maldanidae. Inga underarter finns listade i Catalogue of Life.